# Epigenoma
El epigenoma (del griego epi, en o sobre, -genoma) se refiere a una red de compuestos químicos que rodean el ADN que modifican el genoma sin alterar las secuencias del ADN y participan en la determinación de qué genes están activos. Es decir, el epigenoma comprende todos los compuestos químicos que se han agregado al ADN como una forma de regular la actividad génica. Los compuestos químicos del epigenoma no son parte de la secuencia del ADN, pero están en el ADN o unidos a él.
Células diferentes tienen diferentes marcas epigenéticas. Estas marcas epigenéticas, que no forman parte de la propia molécula de ADN, pueden ser transmitidas a las células hijas durante la división celular, y de una generación a la siguiente.En el epigenoma se encuentran los cambios químicos en el ADN y las proteínas nucleares histonas de un organismo; estos cambios pueden transmitirse a la descendencia de un organismo, a través de la herencia epigenética transgeneracional varada. Los cambios en el epigenoma pueden provocar cambios en la estructura de la cromatina y, por tanto, cambios en la función del genoma.

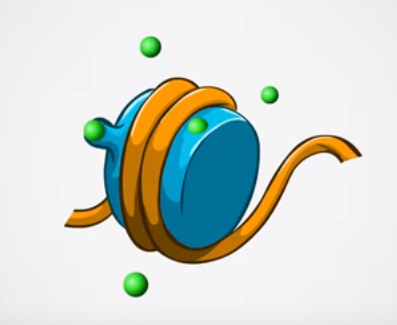
Epigenoma esquemático compuesto por: ADN (hebra naranja) + proteína histona (cilindro azul) + elementos externos (esferas verdes).

El epigenoma también se refiere a modificaciones del ADN (por ejemplo, metilación de CpG), interacciones proteína-ADN, modificaciones de histonas y organización de la cromatina que influyen colectivamente en la expresión génica, la regulación y la estabilidad del genoma. Estas características son hereditarias durante la división celular, pero dinámicas durante el desarrollo, generando perfiles que son exclusivos en tejidos y células.
El epigenoma participa en la regulación de la expresión génica, el desarrollo, la diferenciación de tejidos y la supresión de elementos transponibles. A diferencia del genoma subyacente, que permanece en gran parte estático dentro de un individuo, el epigenoma puede ser alterado dinámicamente por las condiciones ambientales.

## Cambios en el epigenoma
La regulación de la expresión de los genes, implica  mecanismos de múltiples capas en los que las modificaciones epigenéticas, como la metilación del ADN y las modificaciones de la cola de las histonas, desempeñan un papel importante. Las modificaciones postraduccionales de histonas en algunos de sus aminoácidos específicos, determinan la estructura de la cromatina y, por tanto, la accesibilidad a los promotores de genes y las regiones reguladoras.

Los cambios epigenéticos pueden ayudar a determinar si los genes están activados y pueden influir en la producción de proteínas de ciertas células. Por ejemplo, las proteínas que promueven el crecimiento de los huesos no se producen en las células musculares. Los patrones de modificación epigenética varían entre individuos, diferentes tejidos en un individuo e incluso diferentes células.

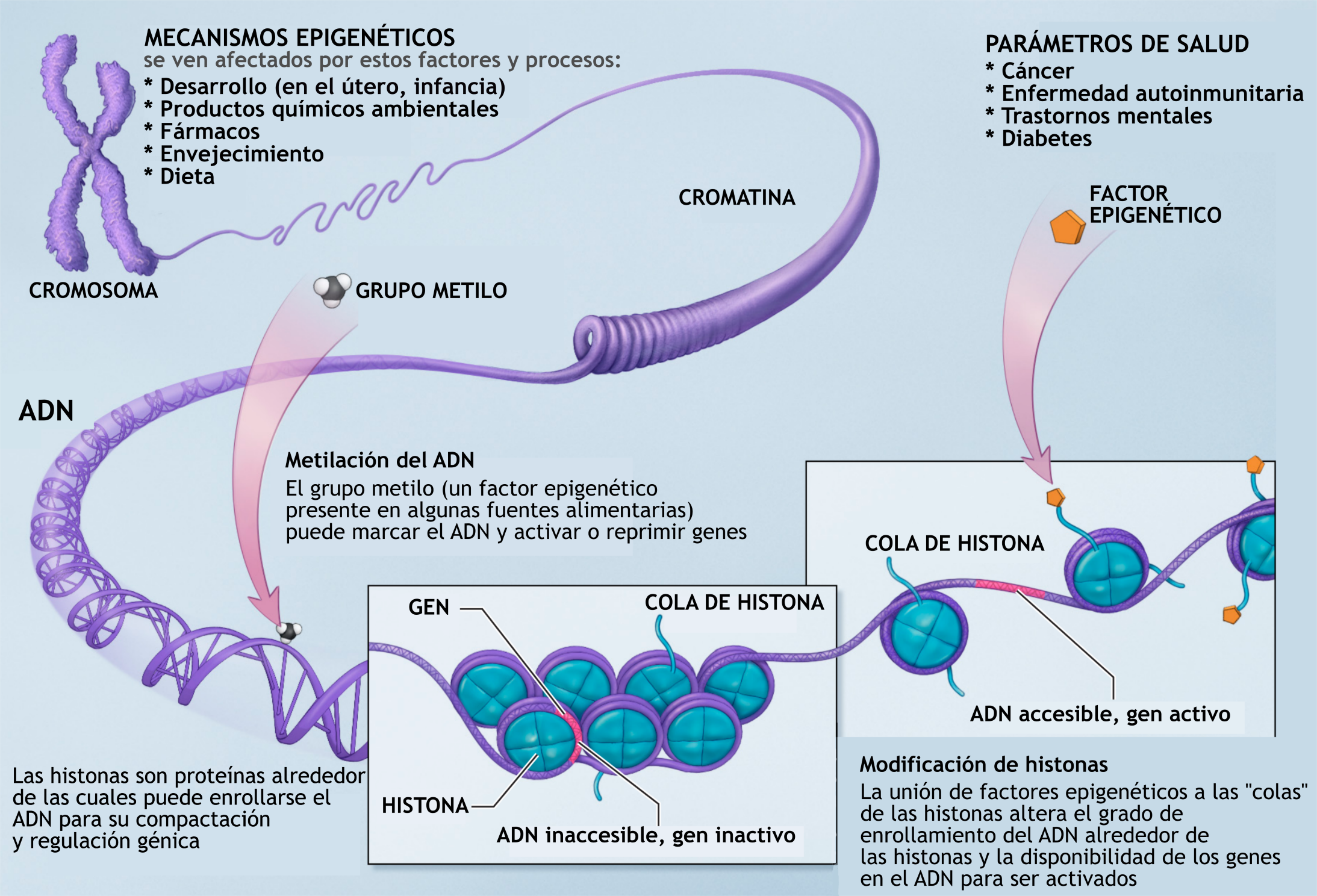
Mecánica del epigenoma

## Efectos de cambios en el epigenoma
Los cambios en el epigenoma (factores que son determinados por el ambiente celular y no por los genes) provocan cambios en la estructura de la cromatina y, por tanto, cambios en la función del genoma. Las cosas que le pasan a alguien a lo largo de su vida pueden cambiar la forma en que se expresa su ADN, y ese cambio puede transmitirse a la próxima generación.Las exposiciones ambientales durante el desarrollo fetal y postnatal temprano, pueden conducir a una mayor incidencia de enfermedades de aparición tardía en la  edad adulta. Esos factores ambientales incluyen: anomalías nutricionales, estrés y exposición a sustancias tóxicas.
 La exposición del feto a bisfenol A conduce a anormalidades inmunes. El tabaquismo materno conduce a un aumento de la enfermedad pulmonar en la edad adulta. Los defectos de nutrición conducen a la hipertensión en la descendencia y la exposición a drogas terapéuticas como la dexametasona conduce a defectos vasculares.
 En la edad adulta se ha demostrado que los factores ambientales afectan a la próxima generación F2. Los efectos sobre la generación F1 y F2 pueden deberse a la exposición multigeneracional directa al factor ambiental. Si una hembra gestante se define como la generación fundadora F0, entonces la descendencia fetal es la generación F1, y las células germinales presentes en esos fetos en desarrollo eventualmente se convertirán en los óvulos o espermatozoides que formarían la generación F2.

## Cáncer
La epigenética es un tema actualmente activo en la investigación del cáncer. Los tumores humanos sufren una alteración importante de los patrones de modificación de histonas y metilación del ADN. El paisaje epigenético aberrante de la célula cancerosa se caracteriza por una hipometilación genómica global, hipermetilación del promotor de isla CpG de genes supresores de tumores, un código de histona alterado para genes críticos y una pérdida global de histona H4 monoacetilada y trimetilada.

## Proyectos de investigación de epigenomas

### Human Epigenome Pilot Project
Como preludio de un posible Proyecto de Epigenoma Humano, el Proyecto Piloto de Epigenoma Humano (Human Epigenome Pilot Project) tiene como objetivo identificar y catalogar las Posiciones Variables de Metilación (MVP) en el genoma humano. Los avances en la tecnología de secuenciación ahora permiten analizar estados epigenómicos de todo el genoma mediante múltiples metodologías moleculares. Se han construido o propuesto dispositivos a micro y nanoescala para investigar el epigenoma.
En 2010 comenzó un esfuerzo internacional para analizar epigenomas de referencia en forma del Consorcio Internacional de Epigenoma Humano (IHEC).Los miembros de IHEC tienen como objetivo generar al menos 1000 epigenomas humanos de referencia (línea de base) a partir de diferentes tipos de células humanas normales y relacionadas con enfermedades.

### Roadmap Epigenomics Project
Uno de los objetivos del Roadmap Epigenomics Project de 2015 del NIH es generar epigenomas humanos de referencia a partir de individuos normales y sanos a través de una gran variedad de líneas celulares, células primarias y tejidos primarios. Los datos producidos por el proyecto, se pueden buscar y descargar del Atlas del Epigenoma Humano desde 2009.Los datos se dividen en cinco tipos que analizan diferentes aspectos del epigenoma y los resultados de los estados epigenómicos (como la expresión génica):
- Modificaciones de histonas: la secuenciación de inmunoprecipitación de cromatina (ChIP-Seq) identifica patrones de modificaciones de histonas en todo el genoma utilizando anticuerpos contra las modificaciones.[24]
- Metilación del ADN: secuencia de bisulfito de genoma completo, secuencia de bisulfito de representación reducida (RRBS), secuenciación de inmunoprecipitación de ADN metilado (MeDIP-Seq) y secuenciación de enzimas de restricción sensibles a la metilación (MRE-Seq) identifican la metilación del ADN en porciones del genoma en diferentes niveles de resolución hasta el nivel de pares de bases.[25]
- Accesibilidad a la cromatina: sitios hipersensibles a la DNasa I: La secuenciación (DNase-Seq) utiliza la enzima DNasa I para encontrar regiones abiertas o accesibles en el genoma.
- Expresión génica: las matrices de expresión y RNA-Seq: identifican niveles de expresión o genes que codifican proteínas.
- Expresión de ARN pequeño: smRNA-Seq: identifica la expresión de ARN no codificante pequeño, principalmente micro ARN.

Los epigenomas de referencia para individuos sanos permitirán el segundo objetivo del Roadmap Epigenomics Project, que es examinar las diferencias epigenómicas que ocurren en estados patológicos como la enfermedad de Alzheimer.

### RecursoEN-Tex
Con donantes de origen europeo se estudió la actividad de todos los genes; toda la colección de marcas epigenómicas en 30 tipos diferentes de tejidos. Este recurso aporta, por primera vez, información de ambas copias (paterna y materna) de los cromosomas de cada individuo. La actividad epigenética entre la combinación de alelos de diferentes loci de un cromosoma, que se transmiten juntos (el haplotipo),  se puede medir con precisión tomando el alelo de referencia como punto de partida. Al utilizar un genoma diploide, los loci heterocigotos pueden distinguir secuencias de cada uno de los dos cromosomas parentales (haplotipos) que dan lugar a señales moleculares distintas de cada uno.